# Festival de Cine de Sarajevo

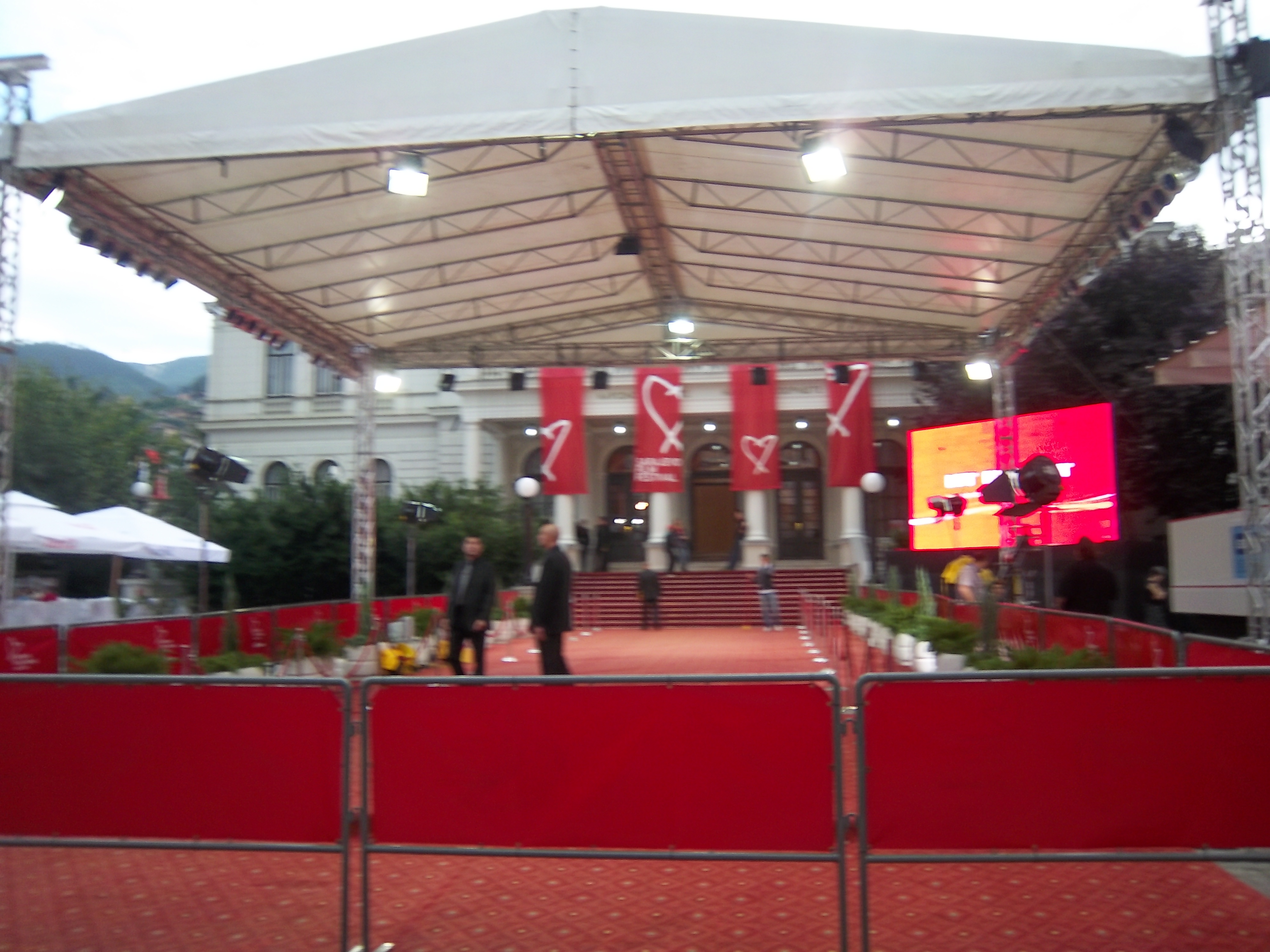
Alfombra roja del SFF.

El Festival de Cine de Sarajevo (en inglés: Sarajevo Film Festival) es el festival de cine más importante de los Balcanes y uno de los más interesantes de Europa. Fue creado en 1995, durante el sitio de Sarajevo, en la Guerra de Bosnia. Desde entonces, se celebra anualmente en el mes de agosto, en la ciudad bosnia de Sarajevo.
El evento presenta una extensa variedad de cortometrajes de todo el mundo y atrae, también, a celebridades locales e internacionales.

## Historia
El primer Festival de Cine de Sarajevo fue realizado entre el 25 de octubre y el 5 de noviembre de 1995. En ese momento, la ciudad bosnia de Sarajevo estaba sometida a un sitio militar activo, por lo que la proyección de películas era muy baja. A pesar de esto, una sorprendente cantidad de público (se calcula que 15 000 personas) asistió a las proyecciones, de muchas nacionalidades diferentes. El festival creció a un ritmo notable y actualmente es el festival de cine más importante en el sudeste europeo, atrayendo más de 100 000 personas anualmente en todas sus secciones y exhibiendo centenares de películas de 60 países.
El Festival de Cine de Sarajevo se organiza en el Teatro Nacional, frente a la plaza del Festival, donde se coloca la alfombra roja característica, con exhibiciones en el teatro al aire libre Metalac, Bosnian Cultural Center, y otros cinco cines y locales de proyección alrededor de la ciudad. El festival ha contado con la presencia de celebridades como Robert De Niro, Angelina Jolie, Brad Pitt, Emile Hirsch, Orlando Bloom, Daniel Craig, Danny Glover, John Malkovich, Morgan Freeman, Oliver Stone, John Cleese, Steve Buscemi, Michael Fassbender, Jeremy Irons, Bono Vox, Nick Cave, Coolio, Stephen Frears, Mickey Rourke, Michael Moore, Gérard Depardieu, Darren Aronofsky, Sophie Okonedo, Gillian Anderson, Kevin Spacey, Éric Cantona, Benicio del Toro y varias otras.

### Edición 23.ª
En 2017 se celebró la edición número 23, que se dedicó a homenajear al cineasta estadounidense Oliver Stone. Entre los filmes que se proyectaron estaban el documental "Ciudades a contraluz", de Francesc Relea; "El adiós", un cortometraje de Clara Roquet; "Estiu 1993", de Carla Simón; y el cortometraje "Tout le monde aime le bord de la mer", de Keina Espiñeira, una coproducción de España y Francia.